# 무라카타 노노카
무라카타 노노카(일본어: 村方 乃々佳 むらかた ののか[*], 2018년 5월 31일 ~ )는 일본의 아역·가수. 동요 대회에서 은상을 수상하면서 화제가 됐다(그녀가 부른 노래는 "강아지 경찰 아저씨" 이라는 곡이다). 동요 대회의 영상이 소개되자 한국에서 화제가 되어 랜선 삼촌, 이모 팬들이 급증했으며, 조선일보, 중앙일보를 중심으로 각종 기사들도 쏟아졌다. 또한, 기네스 세계기록에 "앨범을 발매한 최연소 솔로 아티스트"로 올랐다.